# Brody (Lubusz)
Brody è un comune rurale polacco del distretto di Żary, nel voivodato di Lubusz.

## Geografia fisica
Ricopre una superficie di 240,36 km² e nel 2004 contava 3 482 abitanti.

## Amministrazione

### Gemellaggi
- Forst - Germania